# Thomasomys vulcani
Thomasomys vulcani är en gnagare i släktet paramoråttor som förekommer endemisk i norra Ecuador. Taxonet listades i början i släktet Aepeomys och några zoologer antog att populationen är en underart eller ett synonym till Aepeomys lugens. Sedan 2002 är populationens artstatus bekräftad och djuret listas i släktet Thomasomys. Artepitet i det vetenskapliga namnet syftar på vulkanen Antisana där typexemplaret hittades.

## Utseende
Med en kroppslängd (huvud och bål) av 118 till 153 mm är ganska stor inom släktet. Typisk är lång päls som är mörk gråbrun med gula nyanser på ovansidan. Fram mot stjärten är ovansidan nästan svart. Gränsen mot undersidan är mer eller mindre tydlig. Undersidans hår är mörkgråa nära roten och gulbruna vid spetsen. Arten har med 18 till 22 mm korta öron och svansens längd motsvarar 78 till 100 procent av huvud och bål tillsammans. På toppen av de 27 till 31mm långa bakfötterna finns ljusbrun päls och tårna är nästan vita. Stortån och den femte tån är ganska långa. Arten skiljer sig dessutom i några detaljer av kraniets och tändernas konstruktion från andra släktmedlemmar.

## Utbredning
Fynd i provinsen Pichincha vid Andernas västra sluttningar är bekräftade. Exemplar från provinsen Napo vid östra sluttningar räknas till denna art men fynden kan även vara förväxlingar med Thomasomys aureus. Utbredningsområdet ligger 1400 till 4500 meter över havet. Djuret lever i bergstäppen Páramo.

## Ekologi
Thomasomys vulcani vistas på marken och klättrar ibland i låga buskar. Den gömmer sig bakom stenar, i lövskiktet eller under andra föremål. För natten skapas enkla underjordiska bon.

## Hot
Beståndet påverkas i viss mån av skogsbruk och skogarnas omvandling till jordbruksmark. Allmänt har Thomasomys vulcani en stor utbredning. IUCN listar arten som livskraftig (LC).